# Rexhep Krasniqi
Rexhep Krasniqi, född den 24 april 1906 i Gjakova i Kosovo i Jugoslavien, död den 12 februari 1999 i New York i USA, var en albansk politiker.
1921 sändes han till Wien i Österrike på ett statstipendium för att studera. Efter skolning i Graz och Wien fram till 1929 studerade han historia vid universitet i Wien till 1934. Han avlade doktorsexamen med en avhandling om Berlinkongresset och Nordalbanien. När han återkom till Albanien blev han lärare. Från 1938 till utbrottet av andra världskriget var han anställd vid utbildningsdepartementet. För en kort tid sattes han i italiensk fångenskap. 1943 valdes han som ledamot i Albaniens parlament. Efter kriget flydde han hemlandet och bosatte sig slutligen i USA.  Han var överhuvud för en albansk-amerikansk kommitté som ville störta det kommunistiska regimen i Albanien.